# Kalabrijski potres (1783)
Kalabrijski potresi leta 1783 so bili zaporedje petih močnih potresov, ki so prizadeli območje Kalabrije v južni Italiji (takrat del Neapeljskega kraljestva), od katerih sta prva dva povzročila pomembne cunamije. Epicentri tvorijo jasno traso, ki se razteza skoraj 100 km od Mesinskega preliva do približno 18 km jugovzhodno od Catanzara. Epicenter prvega potresa se je zgodil na planoti Palme. Potresi so se dogajali skoraj dva meseca, vsi z ocenjeno močjo 5,9 ali več. Ocene celotnega števila smrtnih primerov se gibljejo med 32.000 in 50.000.

## Tektonske razmere
Jugozahodni del Kalabrije in vzhodni del Sicilije sta območji aktivnega razširjanja skorje v območju Siculo-Calabrian Rift zone. Ta 350 km dolga cona se je razvila znotraj apeninske verige med pleistocenom in zavzema razširitev v smeri JZ-JZ.

## Dogodki

### 5. februar
Potres z oceno 7,0 stopnje je prizadel veliko območje, vključno z večino južnoitalijanskega polotoka in pretresel celoten otok Sicilijo. Številne vasi so bile poškodovane, kar 180 pa skoraj popolnoma uničenih, več kot 25.000 je bilo žrtev. Cunami je prizadel obalo na obeh straneh Mesinskega preliva in uničil pristaniške zidove v Messini. Potres je že povzročil smrt in uničenje v Messini. Domovi so bili zravnani s tlemi, srednjeveška stolnica je bila močno poškodovana in večina zgodovinskih stavb je bila zrušena.
V bližini epicentra je bilo tresenje tal tako močno, da so ljudje padali po tleh in ugotovili, da so bili težki kamni odmaknjeni in prevrnjeni. Veliki zemeljski plazovi so povzročili večje uničenje v Terranovi in Molochio, a tudi dobro zgrajene stavbe, ki niso bile tako prizadete, so bile skoraj v celoti uničene, na primer v Oppido Mamertina in Casalnuovo.
Domneva se, da je potres povzročil pretrganje prelomov Galatro, Cittanova in Sant'Eufemia, ki tvorijo jugovzhodno mejo do kotlino Gioia. 

### 6. februar
Ta dogodek z magnitudo 6,2 se je zgodil ponoči po prvem dogodku in je prizadel območje tik proti jugozahodu. Zdi se, da je večino škode in žrtev povzročil cunami, ki ga je kmalu po potresu sprožila močna zrušitev Monte Pacíja v morje v bližini Scille. Mnogi prebivalci Scille so se prestrašeni zaradi tresljajev prejšnjega dne za noč preselili na odprto plažo, kjer so jih odnesli valovi. Cunami je v mestu povzročil hude poplave, ki so segale do 200 m v kopno, umrlo pa je več kot 1500 ljudi.
Domneva se, da je potres povzročil pretrganje preloma Scilla, ki določa obalo okoli Scille.

### 7. februar
Ta dogodek se je zgodil približno opoldne 40 km SV od prvega glavnega šoka ob 5. uri. Huda škoda se je raztezala 15 km vzdolž fronte gorovja Serre in izravnala vse vasi med Acquaro in Soriano Calabro.
Domneva se, da je potres povzročil pretrganje južnega dela preloma Serre, ki meji na kotlino Mesime.

### 1. marec
Ta potres je bil najšibkejši v zaporedju in je povzročil razmeroma malo škode.
Domneva se, da je potres povzročil pretrganje severnega dela preloma Serre.

### 28. marec
Končni dogodek zaporedja je bil podobne velikosti kot prvi in je imel epicenter približno 20 km vzhodno od četrtega, blizu Girifalca in Borgije v kotlini Catanzaro. Potres je trajal približno deset sekund, številne vasi pa so bile uničene s stotinami mrtvih v Borgii, Girifalcu, Maidi in Cortalah. Pogosti so bili plazovi in opazili so peščene vulkane, zlasti na bregovih reke Amato.
Ta potres ni bil vezan na določeno prelomnico, vendar nedavna ponovna ocena podatkov o intenzivnosti kaže, da so območja izoeizma podaljšana SV-JZ, kar kaže na napako podobnega trenda kot pri drugih potresih v zaporedju.

## Povzetek potresov
Spodnji parametri potresa so povzeti iz spletnega kataloga CFTI4. Epicentralne lokacije so tukaj povezane z najbližjo veliko vasjo ali mestom.
| Lokacija                             | Datum      | Čas   | koordinate                        | Magnituda | Intenziteta |
| ------------------------------------ | ---------- | ----- | --------------------------------- | --------- | ----------- |
| blizu Oppido Mamertina               | 5. februar | 12:00 | 38°18′N 15°58′E / 38.30°N 15.97°E | 7.0       | XI          |
| 7 km SV od Messine                   | 6. februar | 00:20 | 38°13′N 15°38′E / 38.22°N 15.63°E | 6.2       | VIII–IX     |
| 3 km JZ od Soriano Calabro           | 7. februar | 13:10 | 38°35′N 16°12′E / 38.58°N 16.20°E | 6.6       | X           |
| 2 km JV od Filadelfia, Vibo Valentia | 1. marec   | 01:40 | 38°46′N 16°18′E / 38.77°N 16.30°E | 5.9       | IX          |
| blizu Girifalco                      | 28. marec  | 18:55 | 38°47′N 16°28′E / 38.78°N 16.47°E | 7.0       | X           |

## Razmerja med potresi
Vsi potresi v tem zaporedju naj bi bili povezani s postopkom sprožitve, ki ga povzroči prerazporeditev stresa po vsakem posameznem dogodku.